# La Chasse aux lions (roman)
Pour l’article homonyme, voir La Chasse aux lions.
La Chasse aux lions est un roman court de l'écrivain français Alfred Assollant, édité à titre posthume par le libraire-éditeur Charles Delagrave à Paris en 1892.

## Description matérielle
De À la cantine à Au doigt mouillé, La Chasse aux lions est un roman de 107 pages, composé en 11 chapitres. L'illustration de la première de couverture de l'édition originale a été faite par Jules Girardet et Bombled.

## Résumé
Le récit, narré à la première personne, raconte l'aventure de Dumanet (le narrateur) et Pitou, deux amis soldats qui se lancent à la chasse d'un lion qui avait attaqué les habitants de Bakhara (pas loin d'Alger). Dans un style « méditerranéen comique » l'histoire, ponctuée par les nombreux souvenirs de Dumanet et Pitou qu'ils s'échangent lors d'énergiques dialogues - qui représentent la majeure partie du roman -, se déroule en Algérie à l'époque de la colonisation française.

## Personnages
- Dumanet
- Pitou
- Le capitaine Chambard
- La mère Pitou
- Le sergent Broutavoine
- (Pouscaillou)
- (Le capitaine Caron)
- La veuve Mouilletrou
- (Jeanne)
- (Abdelkader)
- Ibrahim
- Fatma
- Le lion
- La lionne
- L'âne (Ali)
- (Le sergent Merluchon)
- (Le juif)
- Le vieux Bugeaud
- (Le capitaine Bonnivet)
- (Le sous-lieutenant Bardet)
- (Le capitaine Corbeville)
- Ouled-ben-Ismaïl
- (Beni-Okbah)